# Енциклопедия Металум
Енциклопедия Металум (на английски: Encyclopaedia Metallum: The Metal Archives)  е уебсайт, съдържащ голяма база данни от метъл изпълнители и групи . Каталогът съдържа информация за музиканти като състави, нейните различни поджанрове.дискографии , лога, текстове, снимки и рецензии на албуми, написани от регистрирани потребители. Към ноември 2013 г. енциклопедията съдържа информация за повече от 124 хиляди групи, 245 хиляди издания и повече от един и половина милиона песни. Сайтът има 325 хиляди регистрирани потребители. От създаването си през 2002 г., енциклопедията е частен и независим сайт без реклами, създаден от канадска двойка  под псевдонимите Мориган и Хелбразер, въпреки че се отказа с този първоначален опит, работи напълно автоматизиран сайт с принос от неговите потребители. През ноември 2009 г. уебсайтът се класира на 26-мо място в категорията Музика в класацията на „Алекса“ .
Проектът Енциклопедия Металум има система от точки, които регистриран потребител може да получи за въвеждане на определена информация за групи, писане на рецензии и т.н. 
Уебсайтът е без реклами и се управлява напълно самостоятелно.

## Правила
Сайтът е известен със своите строги правила по отношение на групите, които могат да бъдат поставени в енциклопедията. По този начин групите, свирещи на ну метал и джент, са забранени, а групи, свирещи смесени жанрове като металкор , индустриал метал и екстремен фюжън жанр на хевиметъл и хардкор пънк, се добавят само след като администрацията провери дали елементите на метал преобладават сред тези групи  Така че, препоръчително е да добавяте групи, изпълняващи метълкор, само когато принципът на „метъл е повече от преобладаващ. Ако се съмнявате, се предлага изцяло да откажете добавянето.
Групи обаче могат да се добавят, ако в миналото са свирили на метал или са преминали към него (Кататония, Деф Лепард ). Но в крайна сметка имаше случаи, когато „забранените“ групи впоследствие бяха публикувани на сайта, или обратно - това е случаят с „неметалните“ странични проекти на метъл музиканти (Пейн, Вонгравен).  докато сайтът няма да приема определени рок или хардрок базирани актове като Ей Си/Ди Си, Аеросмит, Бон Джови, Алис Купър, Гънс Ен Роузис, Кис, Лед Зепелин, Пойсън, Ван Хален и Уайтснейк .За удобство на участниците правилата на сайта посочват как да се определи дали е допустимо да се поставя информация за групата на сайта.
Освен това хостваната група трябва да има поне едно издание. Това трябва да бъде всяко физическо издание или, в случай на дигитално разпространение , общата продължителност на песните в изданието трябва да бъде около 20 минути. Не се допускат бутлеги (изключение - Зората на черните сърца от Майхейм , което има историческо значение).